# Jay Cassidy
Jay Cassidy es un editor de cine de Estados Unidos con más de 30 créditos a partir de 1978. Comenzó su carrera en 1970 trabajando en documentales y publicidad política. Él ha tenido una notable colaboración con Sean Penn, habiendo editado todas las películas dirigidas por él. Temprano en su carrera, Cassidy editó el documental película High Schools (1984) que fue dirigida por Charles Guggenheim, más recientemente, ha editado varios documentales por el hijo de este (Davis Guggenheim), incluyendo "Una verdad incómoda" (2006).
Cassidy fue nominado para el premio de la Academia de Cine y Edición de un Premio Eddie ACE por "Into the Wild" (dirigida por Sean Penn - 2007). Ganó el Eddie al Mejor Documental para la edición de "Una verdad incómoda"(dirigida por Davis Guggenheim - 2006). Tanto "High Schools" y "Una verdad incómoda fueron nominados para el Oscar a la Mejor Largometraje Documental, y "Una verdad incómoda" ganó el premio.
Cassidy ha sido elegido miembro de la American Cinema Editors.

## Filmoteca
Sus películas son:

### Comoeditor
| Año  | Película                                                |
| ---- | ------------------------------------------------------- |
| 1973 | Jerusalem Lives (Documental)                            |
| 1978 | Almost Crying                                           |
| 1979 | HR 6161: An Act of Congress (Documental)                |
| 1979 | John F. Kennedy: 1917-1963 (Cortometraje documental)    |
| 1982 | The End of August                                       |
| 1982 | Bailando a través de Texas                              |
| 1983 | High Schools (Documental)                               |
| 1983 | Los evadidos del Mekong (Telefilme)                     |
| 1985 | Taberna salvaje                                         |
| 1986 | The Making of Liberty (Documental)                      |
| 1988 | Aloha Summer                                            |
| 1988 | Fright Night II                                         |
| 1990 | Roger Corman's Frankenstein Unbound                     |
| 1991 | The Indian Runner                                       |
| 1991 | Norman and the Killer (Cortometraje)                    |
| 1993 | Bodies, Rest & Motion                                   |
| 1995 | Brainscan                                               |
| 1995 | The Crossing Guard                                      |
| 1996 | Albino Alligator                                        |
| 1997 | El jorobado de Notre Dame (Telefilme)                   |
| 1998 | The Replacement Killers                                 |
| 1998 | Urban Legend                                            |
| 2000 | Gossip                                                  |
| 2001 | The Pledge                                              |
| 2001 | The First Year (Documental)                             |
| 2002 | 11'0901 - 11 de septiembre (Segmento de Estados Unidos) |
| 2002 | Tuck Everlasting                                        |
| 2002 | Ballistic: Ecks vs. Sever                               |
| 2003 | Thoughtcrimes                                           |
| 2004 | The Assassination of Richard Nixon                      |
| 2005 | Wanted (Serie) Capítulo Piloto                          |
| 2006 | Una verdad incómoda                                     |
| 2006 | First Snow                                              |
| 2006 | 3 lbs. (Serie) Capítulo: Lost for Words                 |
| 2007 | Into the Wild                                           |
| 2008 | A Mother's Promise: Barack Obama Bio Film (Documental)  |
| 2008 | Johnny tomó su fusil (Johnny Got His Gun)               |
| 2009 | Brothers                                                |
| 2010 | Esperando a Superman (Documental)                       |
| 2010 | Conviction                                              |
| 2011 | Justin Bieber: Never Say Never                          |
| 2011 | El pacto                                                |
| 2011 | U2: From the Sky Down                                   |
| 2012 | Silver Linings Playbook                                 |
| 2013 | American Hustle                                         |
| 2014 | Foxcatcher                                              |
| 2014 | Criminal Justice (Serie)                                |

## Premios y nominaciones
Premios Óscar
| Año  | Categoría     | Película                | Resultado |
| ---- | ------------- | ----------------------- | --------- |
| 2008 | Mejor montaje | Into the Wild           | Nominado  |
| 2013 | Mejor montaje | Silver Linings Playbook | Nominado  |
| 2014 | Mejor montaje | American Hustle         | Nominado  |

Editores de Cine de Estados Unidos
| Año  | Categoría                                          | Película                | Resultado |
| ---- | -------------------------------------------------- | ----------------------- | --------- |
| 2013 | Mejor edición en una película de comedia o musical | American Hustle         | Ganador   |
| 2012 | Mejor edición en una película de comedia o musical | Silver Linings Playbook | Ganador   |
| 2010 | Mejor edición en un documental                     | Esperando a Superman    | Nominado  |
| 2007 | Mejor edición en una película dramática            | Into the Wild           | Nominado  |
| 2006 | Mejor edición en un documental                     | Una verdad incómoda     | Ganador   |

Critic's Choice Awards
| Año  | Categoría     | Película        | Resultado |
| ---- | ------------- | --------------- | --------- |
| 2013 | Mejor montaje | American Hustle | Nominado  |

Asociación de Críticos de Cine de Chicago
| Año  | Categoría     | Película        | Resultado |
| ---- | ------------- | --------------- | --------- |
| 2013 | Mejor montaje | American Hustle | Nominado  |

Hollywood Post Alliance
| Año  | Categoría                     | Película      | Resultado |
| ---- | ----------------------------- | ------------- | --------- |
| 2007 | Mejor montaje en una película | Into the Wild | Nominado  |

Premios Phoenix Film Critics Society
| Año  | Categoría     | Película        | Resultado |
| ---- | ------------- | --------------- | --------- |
| 2013 | Mejor montaje | American Hustle | Nominado  |

San Francisco Film Critics Circle
| Año  | Categoría     | Película        | Resultado |
| ---- | ------------- | --------------- | --------- |
| 2013 | Mejor montaje | American Hustle | Nominado  |

Premios Satellite
| Año  | Categoría     | Película                | Resultado |
| ---- | ------------- | ----------------------- | --------- |
| 2013 | Mejor edición | American Hustle         | Ganador   |
| 2012 | Mejor edición | Silver Linings Playbook | Ganador   |